# Noux Långträsk
Noux Långträsk (finska: Nuuksion Pitkäjärvi) är en sjö i nordvästra Esbo stad i Finland. Den ligger i kommunen Esbo i landskapet Nyland, i den södra delen av landet, 24 km nordväst om huvudstaden Helsingfors. Noux Långträsk ligger 27,3 meter över havet. I omgivningarna runt Noux Långträsk växer i huvudsak barrskog. Den är 18 meter djup. Arean är 2,45 kvadratkilometer och strandlinjen är 17,19 kilometer lång. Sjön  ingår i Finska vikens kustområde. 
Noux Långträsk rinner ut i söder genom Brobackaån och slutligen via stadsdelen Köklax i Esboviken i havet. Sjön är ungefär 6,9 kilometer lång och har en bredd på högst 400-500 meter, men oftast ned till 100 meter. I övre delen av sjön, på östra sidan, ligger Finlands naturcentrum Haltia.